# Hansjörg Kohli
Hansjörg Kohli (* 1971 in Bern) ist ein schweizerisch-deutscher Komponist und Musiker.
Hansjörg Kohli studierte Filmscoring und Klavier am Berklee College of Music in Boston und Komposition für Film und Medien an der Hochschule für Musik und Theater. Als Music Supervisor betreute er über 200 Fernsehfilme und Kino-Koproduktionen.
Kohli lebt und arbeitet in München. Seit März 2011 lehrt er zudem als Honorarprofessor an der dortigen Hochschule für Musik und Theater.

## Als Filmkomponist (Auswahl)
- 2019: Mit der Tür ins Haus – Regie: Karola Meeder
- 2019: Väter allein zu Haus: Gerd – Regie: Jan Martin Scharf
- 2019: Väter allein zu Haus: Mark – Regie: Jan Martin Scharf
- 2020: Die Küstenpiloten
- 2022: Der Spalter – Regie: Susanna Salonen
- 2022: Marie Brand und der entsorgte Mann – Regie: Oliver Schmitz
- 2024: In Wahrheit – Zwischen Recht und Gerechtigkeit
- 2024: Unter anderen Umständen: Nordwind
- 2025: Marie Brand und das tote Au-pair (Fernsehserie)

## Als Music Supervisor (Auswahl)
- 2006: Unter anderen Umständen  – Regie: Judith Kennel[4]
- 2008: Schade um das schöne Geld  – Regie: Lars Becker[5]
- 2011: Schicksalsjahre  – Regie: Miguel Alexandre[6]
- 2012: Obendrüber da schneit es – Regie: Vivian Naefe[7]
- 2013: Unsere Mütter, unsere Väter  – Regie: Philipp Kadelbach[8]
- 2015: Blochin: Die Lebenden und die Toten  – Regie: Matthias Glasner[9]
- 2016: Gotthard – Regie: Urs Egger[10]
- 2017: Der namenlose Tag – Regie: Volker Schlöndorff[11]
- 2020: Unterleuten – Das zerrissene Dorf – Regie: Matti Geschonneck[12]